# 安德里·比列茨基
安德里·叶夫根尼耶维奇·比列茨基（烏克蘭語：Андрій Євгенійович Білецький；1979年8月5日—），烏克蘭右翼政治家，民族主義者。他是烏克蘭極右翼政黨國家軍團的領袖，也是烏克蘭民兵團體亚速营的第一任指揮官以及民族主義運動社会民族大会的共同創始人。2014年至2019年期間任乌克兰最高拉达議員。

## 主张
比列茨基曾主张烏克蘭必須擺脫猶太人和其他“低等種族”的控制。